# Austrogoniodes demersus
Austrogoniodes demersus är en insektsart som beskrevs av Kéler 1952. Austrogoniodes demersus ingår i släktet pingvinlöss, och familjen fjäderlöss. Arten är reproducerande i Sverige.